# キャサリン・マクナマラ
キャサリン・マクナマラ（英：Katherine McNamara,  1995年11月22日 - ）は、アメリカ合衆国の女優である。

## 来歴
1995年、ミズーリ州カンザスシティ生まれ。13歳の頃からブロードウェイ舞台でキャリアをスタートさせた。その後もいくつかの舞台へ出演したほか、2008年に『All Roads Lead Home』で映画デビュー。テレビドラマシリーズの『LAW & ORDER:性犯罪特捜班』や『30 ROCK/サーティー・ロック』などへもゲスト出演するなど、最近は様々な作品でキャリアを積んでいる。学業では、17歳の時にラテン・オナーズの最優秀賞である「サマ・カム・ロード (summa cum laude)」を受賞し、母校・ドレクセル大学の経営学の学士を取得している。また2015年11月には、ジョンズ・ホプキンス大学から応用経済学の修士も授与されている。

## 出演作品

### 映画
- All Roads Lead Home (2008)
- Matchmaker Mary (2008)
- Sam Steele and the Junior Detective Agency (2009)
- ラスト・トリック Last Will (2011)
- Sam Steele and the Crystal Chalice (2011)
- ニューイヤーズ・イブ New Year's Eve (2011)
- Last Ounce of Courage (2012)
- 彼女はモンスター・ファイター Girl Vs. Monster (2012)
- Contest (2013)
- A Wife's Nightmare (2014)
- Little Savages (2014)
- トム・ソーヤー&ハックルベリー・フィン（英語版） (2014)
- メイズ・ランナー2: 砂漠の迷宮 The Scorch Trials (2015)
- メイズ・ランナー: 最期の迷宮 Maze Runner: The Death Cure (2018)
- レプリケイト 襲撃（英語版） Assimilate (2019)
- Trust (2021)
- ファインディング・ユー あなたに逢えてよかった (2021)
- Sugar (2022)
- Fool's Paradise (2023)
- エアフォースワン・ダウン Air Force One Down (2024)

### テレビドラマ
- LAW & ORDER:性犯罪特捜班 Law & Order: Special Victims Unit (2011)
- 30 ROCK/サーティー・ロック 30 Rock (2011)
- 私はラブ・リーガル Drop Dead Diva (2011)
- glee/グリー Glee (2012)
- TOUCH/タッチ Touch (2013)
- ジェシー! Jessie (2013)
- とび蹴りアチョ〜ズ Kickin' It (2012 - 2013)
- R.L. Stine's The Haunting Hour (2013)
- 超能力ファミリー サンダーマン The Thundermans (2013)
- アンフォゲッタブル 完全記憶捜査 Unforgettable (2014)
- Workaholics (2014)
- CSI:科学捜査班 CSI: Crime Scene Investigation (2014)
- Happyland (2014)
- シャドウハンターズ Shadowhunters (2016 - ) - 主演クラリー・フレイ役、2013年公開の同名映画のTVドラマ版
- セレブリティ 欲望とセックスの罠（英語版） Indiscretion (2016)
- ARROW/アロー (2018-2020)
- SUPERGIRL/スーパーガール (2019)
- BATWOMAN/バットウーマン (2019)
- THE FLASH/フラッシュ (2019, 2021)
- ザ・スタンド (2021)

### 音楽
- Chatter (2013) - 同年のテレビ映画「Contest」の主題歌の歌唱およびミュージックビデオ出演

### テレビアニメ
- Transformers: Rescue Bots (2014)
- スピリット: 自由に駆け抜けて（英語版） －クリスマス・スピリット－ Spirit Riding Free: Spirit of Christmas (2019)